# Apenpokkenuitbraak van 2022

Aantal bevestigde gevallen per land per 29 juli 2022
1-10 gevallen
11-39 gevallen
31-100 gevallen
101-500 gevallen
501-2000 gevallen
2001+ gevallen

De apenpokkenuitbraak van 2022 is een uitbraak van apenpokken, voornamelijk veroorzaakt door het West-Afrikaanse subtype van het apenpokkenvirus. Op 7 mei 2022 werd een geval van apenpokken gevonden in het Verenigd Koninkrijk, waarna het zich verder heeft verspreid naar 82 landen waar de ziekte (nog) niet-endemisch is. Op 23 juli 2022 werd het door de Wereldgezondheidsorganisatie (WHO) uitgeroepen tot een internationale noodtoestand.
In België werd het eerste geval vastgesteld op 19 mei 2022. In Nederland was dit op 20 mei 2022.

## Achtergrond
Bij mensen werd apenpokken voor het eerst ontdekt in 1970 in de Democratische Republiek Congo. Sindsdien komen de meeste gevallen voor in regenwoudgebieden in het Kongobekken en in toenemende mate in geheel Centraal- en West-Afrika. De eerste uitbraak buiten Afrika werd gemeld in 2003 in de Verenigde Staten en leidde daar tot meer dan 70 gevallen van apenpokken. Deze uitbraak is de eerste keer dat apenpokken zich op grotere schaal heeft verspreid buiten Centraal- en West-Afrika. 
In meerdere landen van Centraal- en West-Afrika is de ziekte endemisch. In de periode van 15 december 2021 tot 1 mei 2022 waren er 1315 besmettingen en minstens 59 doden door de ziekte bekend in deze landen. Gevallen van de ziekte kwamen buiten de endemische landen maar zelden voor.
Sinds 2017 is er een uitbraak van de ziekte in Nigeria waarbij nog nieuwe gevallen opduiken. In die uitbraak zijn er 200+ bevestigde gevallen en 500+ vermoede gevallen (19 mei 2022). Sindsdien zijn er verschillende importgevallen geweest van reizigers:
| Maand     | Jaar | Importland(en)              |
| --------- | ---- | --------------------------- |
| September | 2018 | Israël, Verenigd Koninkrijk |
| Mei       | 2019 | Singapore                   |
| December  | 2019 | Verenigd Koninkrijk         |
| Mei       | 2021 | Verenigd Koninkrijk         |
| Juli      | 2021 | Verenigde Staten            |
| Mei       | 2022 | Verenigd Koninkrijk         |
| November  | 2021 | Verenigde Staten            |

Uit eerdere uitbraken in Afrika kende de WHO een sterftepercentage voor apenpokken rond de 3 procent. Voor het West-Afrikaanse subtype rapporteerde de WHO op 16 mei 2022 een sterftepercentage van rond de 1%, maar op 21 mei 2022 rapporteerde het 3,6% voor dat subtype. Het ECDC rapporteerde dat het een sterftepercentage kende van ongeveer 3,3%.

## Verspreiding

### Eerste bekende geval in het Verenigd Koninkrijk
Op 7 mei 2022 werd vanuit het Verenigd Koninkrijk aan de WHO een geval van apenpokken gemeld. Deze persoon had op 29 april 2022 een uitslag ontwikkeld. Het geval werd gelinkt aan een reis naar Nigeria in de stad Lagos en de staat Delta. De persoon vertrok op 3 mei 2022 uit Nigeria en arriveerde in het Verenigd Koninkrijk op 4 mei 2022. Bij de WHO waren er binnen de periode 1 januari 2022 tot 30 april 2022 drie apenpokkengevallen bekend in Lagos en twee in de staat Delta.
Dezelfde dag als het arriveren werd bij de persoon in het ziekenhuis apenpokken vermoed en werd het geval onmiddellijk in isolatie geplaatst. Het vermoeden van apenpokken werd bevestigd door het Rare and Imported Pathogens Laboratory van de UK Health Security Agency, die op 6 mei 2022 apenpokken vond door middel van RT-PCR. Volgens de WHO werd er in het ziekenhuis gebruik gemaakt van de juiste persoonlijke beschermingsmiddelen door het ziekenhuispersoneel.  

### Europa

#### Verenigd Koninkrijk
Voor de uitbraak waren er 8 eerdere gevallen van apenpokken in het Verenigd Koninkrijk geweest, waarvan alle gerelateerd aan reizen van en naar Nigeria.
Op 13 mei 2022 meldde het Verenigd Koninkrijk aan de WHO een familiegerelateerde cluster van drie personen (twee bevestigd, één vermoed). De eerste ontwikkelde een blaasvormige uitslag op 30 april 2022 en werd positief bevonden op 13 mei 2022. De ander ontwikkelde eenzelfde uitslag op 5 mei 2022 en werd op 6 mei 2022 opgenomen in het ziekenhuis. Dit geval werd positief bevonden op 12 mei 2022. De cluster kon niet worden herleid tot het eerste bekende geval van 7 mei.
Op 15 mei werden er nog vier positief geteste gevallen gemeld, allen met blaasvormige uitslag onder mannen die seks bedrijven met andere mannen.
Op 16 mei 2022 rapporteerde de WHO zeven totale gevallen en op 20 mei rapporteerde het ECDC er negen. Naast het eerste bekende geval had niemand recentelijk gereisd en kon geen van hen aan deze worden gelinkt. De WHO spreekt dan van een waarschijnlijke lokale verspreiding.

#### Nederland
Op 20 mei 2022 liet het Rijksinstituut voor Volksgezondheid en Milieu (RIVM) weten dat er enkele monsters in een laboratorium werden onderzocht. Later die dag werd het eerste geval vastgesteld door middel van een PCR-test. 
Op 23 mei laat het RIVM weten dat een deel van de gevallen op het festival Darklands in België was geweest. In België waren de eerste vier bekende gevallen ook gelinkt aan dit festival. Allen zouden mannen zijn die seks hebben met andere mannen.
In december 2022 was de uitbraak van het apenpokkenvirus in Nederland over zijn hoogtepunt heen. Het virus verspreidde zich hoofdzakelijk binnen een groep van zo'n 40.000 mannen die wisselende seksuele contacten met andere mannen hebben. Door vaccinatie en eerdere infectie is die groep inmiddels beschermd tegen het virus, dat waarschijnlijk alleen nog als een normale soa zal blijven voorkomen bij de 7000 tot 9000 mannen die jaarlijks tot die groep toetreden.

#### België
In de avond van 19 mei 2022 werd het eerste Belgische geval gemeld. De tweede werd gemeld in de ochtend van 20 mei 2022 en zou gaan om een man uit Vlaams-Brabant.
Op 21 mei 2022 liet de viroloog Marc Van Ranst weten dat de vier mensen waarbij besmettingen werden gevonden allen gelinkt waren aan het internationale festival Darklands, wat plaats had gevonden in Antwerpen. Hij vroeg andere bezoekers van het festival voor extra waakzaamheid op symptomen.

## Karakteristieken van uitbraak

### Hoogrisicogroep
Volgens de WHO vinden 99% van de besmettingen plaats bij mannen waarvan 98% seks heeft met andere mannen (23 juli 2022). In Europa zijn 36,6% van de besmette mensen hiv-positief.
| Leeftijdsgroep | Man           | Vrouw     | Totaal | % van totaal |
| -------------- | ------------- | --------- | ------ | ------------ |
| 0-17           | 12            | 4         | 16     | 0,1%         |
| 18-30          | 2937          | 29        | 2966   | 23,4%        |
| 31-40          | 5170          | 22        | 5192   | 41%          |
| 41-50          | 3105          | 16        | 3121   | 24,6%        |
| 51-60          | 1116          | 9         | 1125   | 8,9%         |
| 60+            | 243           | 2         | 245    | 1,9%         |
| Totaal         | 12583 (99,4%) | 82 (0,6%) | 12665  | 100%         |

### Ziektebeeld
Het subtype dat zich verspreidt in niet-endemische landen is het mildere West-Afrikaanse subtype. In Europa zijn anno 2022 nog geen sterfgevallen bekend.
| Symptoom                                                        | Aantal | % van besmettingen |
| --------------------------------------------------------------- | ------ | ------------------ |
| Enige vorm van uitslag                                          | 7259   | 94,7%              |
| Systemische symptomen                                           | 5101   | 66,6%              |
| Huid/slijmviesbeschadiging (excl. orale en anogenitale plekken) | 3465   | 45,2%              |
| Anogenitale dermatologische beschadigingen                      | 3233   | 42,2%              |
| Uitslag, plek onbekend                                          | 2038   | 26,6%              |
| Gegeneraliseerde lymfadenopathie                                | 1470   | 19,2%              |
| Regionale lymfadenopathie                                       | 1385   | 18,1%              |
| Orale dermatologische beschadigingen                            | 974    | 12,7%              |
| Lympfadenopathie, plek onbekend                                 | 687    | 9%                 |
| Ander symptoom                                                  | 216    | 2,8%               |
| Luchtwegklachten                                                | 113    | 1,5%               |
| Anale/rectale pijn en/of rectale bloedingen en/of proctitis     | 26     | 0,3%               |
| Asymptomatisch                                                  | 8      | 0,1%               |
| Bindvliesontsteking                                             | 7      | 0,1%               |
| Gevoeligheid voor licht                                         | 6      | 0,1%               |

## Maatregelen
Volgens de WHO heeft de vaccinatie voor pokken historisch gezien ook bescherming geleverd tegen apenpokken. Het zou ongeveer 85% effectief zijn in het voorkomen van apenpokken. Dit vaccin werd voor het laatst toegediend in Nederland in 1974. Tegen pokken zijn in 2019 een vaccinatie (MVA-BN) en in 2022 het middel tecovirimat beschikbaar gekomen. Op 19 mei 2022 zei de WHO dat deze twee middelen nog niet breed beschikbaar zijn.

### Europa

#### Nederland
Minister Kuipers (VWS) benadrukte op 21 mei 2022 dat de aanpak draait om het aanpakken van individuele gevallen. Ook zei hij dat hij geen collectieve maatregelen verwachtte. Mensen kunnen zich laten testen en worden bij een positief resultaat verzocht om in isolatie te gaan totdat de ziekte niet meer besmettelijk is. Er is een eenmalige vaccinatie beschikbaar voor mensen die in aanraking zijn gekomen met besmette patiënt.
De GGD vraagt nauwe contacten van besmette patiënten op 22 mei 2022 om drie weken in quarantaine te gaan. Of het uiteindelijk ook drie weken zal duren is dan niet bekend. Een woordvoerder van het RIVM zegt daarover dat er dan nog te veel onduidelijkheden over bestaan. Het quarantaineverzoek werd vooral gedaan aan seksuele en "huid"contacten van besmette patiënten.

#### Verenigd Koninkrijk
Vanaf ten minste 11 mei 2022 was bron- en contactonderzoek in gang gezet om mensen te zoeken die de laatste 21 dagen met een besmet persoon in contact waren geweest in zorginstellingen, de gemeenschap en op vlieglocaties. Hiervoor werd een speciaal incidentmanagementteam voor gecreëerd. Aan hoogrisicocontacten werden vaccinaties aangeboden om de verspreiding tegen te gaan. Daarvan waren er op 16 mei nog geen gevallen bekend met symptomen.

## Reacties van gezondheidsautoriteiten
De WHO adviseert apenpokkenpatiënten te isoleren tot er een korst op de huidbeschadigingen vormt, deze van de huid valt en er een nieuwe laag huid onder is gegroeid.
Op 16 mei 2022 doet de WHO het advies om alle ziekteverschijnselen tijdens of na terugkomst van een plek waar apenpokken endemisch is, te melden bij een zorgprofessional. Contact met zieke dieren moet worden vermijd en het wassen van de handen met zeep en water of een alcoholdesinfectiemiddel wordt benadrukt. Bij patiënten met apenpokken adviseert het isolatie, bron- en contactonderzoek, monitoring van verspreiding en voorlichting. Zorgmedewerkers moeten voorzorgsmaatregelen nemen voor standaard-, contact-, en druppelinfectiecontrole volgens de WHO.
Op 14 juni 2022 publiceerden het ECDC en WHO een adviesdocument voor volksgezondheidsinstanties over hoe zij om kunnen gaan met de apenpokkenuitbraak in de zomer, vanwege de toenemende internationale reizen en grotere bijeenkomsten, zeker na het eindigen van de meeste coronarestricties.
De Wereldgezondheidsorganisatie riep de apenpokkenuitbraak op 23 juli 2022 uit tot een internationale noodtoestand. Er was geen brede consensus voor dit besluit: negen commissieleden waren tegen, zes voor. De directeur-generaal van de WHO, Tedros Adhanom Ghebreyesus, besloot om de apenpokkenuitbraak wel als internationale noodtoestand te classificeren. Dat was de eerste en enige keer dat een internationale noodtoestand op deze manier werd afgekondigd. De redenering van de directeur-generaal was dat de apenpokken zich op onduidelijke wijze snel verspreidden in niet-endemische plekken.

### Europa
Op 19 mei 2022 liet het Europees Centrum voor ziektepreventie en -bestrijding (ECDC) weten dat de meerderheid van apenpokkenbesmettingen ging om jonge mannen die zeggen seks te hebben met andere mannen. Geen van de nieuwe besmettingen had recent naar een land gereisd waar het apenpokkenvirus endemisch was. Het ECDC veronderstelde dat de voornaamste verspreiding plaatsvindt door contact met de besmettelijke huidsbeschadigingen of blaren tijdens seks. Ze voorspelde dat de kans dat het virus doorverspreidt hoog is, voornamelijk via nauw fysiek contact, bijvoorbeeld via seks. Het ECDC deed de volgende aanbevelingen:
- Volksgezondheidsinstellingen en -instanties en gemeenschapsorganisaties moeten stappen nemen om aandacht te brengen naar de mogelijke verspreiding van apenpokken in de gemeenschap, zeker onder mannen die vrijblijvende seks hebben met andere mannen of meerdere seksuele contacten hebben.
- Personen met symptomen die wijzen op apenpokken moeten passende zorg zoeken en niet deelnemen aan seksuele activiteiten of andere activiteiten waarbij nauw fysiek contact is totdat een apenpokkeninfectie is uitgesloten of ze niet meer besmet zijn.
- Vermoede gevallen moeten worden geïsoleerd, getest en moeten op tijd worden ingelicht. Zoogdieren die als huisdier worden gehouden en zijn blootgesteld aan apenpokken moeten in quarantaine worden geplaatst.
- Er moet achter- en voorwaartse bron- en contactonderzoek plaatsvinden bij positief geteste gevallen.
- Als er pokkenvaccinaties beschikbaar zijn, zou de inenting van hoogrisicocontacten moeten worden overwogen.
- In ernstige gevallen kan behandeling met een geregistreerd antiviraal middel overwogen worden.

Op 23 mei 2022 publiceerde het Europees Centrum voor Ziektepreventie en -bestrijding (ECDC) een Risk Assessment voor de apenpokkenuitbraak. Hierin staat dat zij een redelijk risico op besmetting zien onder mensen met meerdere seksuele contacten en bepaalde groepen mannen die seks hebben met mannen. Voor de gehele bevolking zag het ECDC het risico op besmetting als laag. Verder waarschuwde het ECDC dat in het geval er mens-tot-dier-besmettingen plaats zouden vinden, zij een risicoscenario zagen waarin apenpokken endemisch wordt in Europa. Ze stelde dat om deze reden er nauw samengewerkt moet worden met dierenartsen, zodat er geen besmettingen plaatsvinden bij dieren in het wild. Het ECDC benadrukt dat er gebruik gemaakt moet worden van persoonlijke beschermingsmiddelen door zorgprofessionals, zoals masker, FFP2 maskers en waterbestendige schorten. Ook benadrukken het ECDC en de Eurocommissaris voor Gezondheid en Voedselveiligheid Stella Kyriakidou dat moet worden ingezet op bron- en contactonderzoek en de beschikbaarheid van voldoende persoonlijke beschermingsmiddelen en capabele diagnosticeringsplekken.
Op 25 mei 2022 meldde het ECDC dat het klinisch beeld over het algemeen werd beschreven als mild, met in de meeste gevallen blaren op het geslachtsdeel of de plekken daaromheen.
Op 8 juli 2022 publiceerde het ECDC de eerste update op het Risk Assessment van 23 mei 2022. Hierin staat dat de primaire besmettingsgroep bestaat uit mannen tussen de 18-50 die seks hebben met andere mannen. Het risico op verdere verspreiding in netwerken van mensen met meerdere seksuele partners werd geschat op hoog. Het risico op verspreiding in de algemene bevolking werd geschat op zeer laag. Het ECDC raadde een grote vaccinatiecampagne af omdat het dit niet nodig schatte. Resultaten van het ECDC uit wiskundige modellen lieten zien dat als bron- en contactonderzoek geen grote hoeveelheid geïnfecteerden kan opsporen, het vaccineren van de hoogrisicogroep de beste aanpak zou zijn om de uitbraak te bestrijden.

#### Nederland
Minister Kuipers van Volksgezondheid, Welzijn en Sport (VWS) liet op 20 mei 2022 weten dat de kans groot was dat het virus ook in Nederland zou worden aangetroffen. Nog diezelfde dag werd ook het eerste geval in Nederland gevonden. Diezelfde dag laat Jaap van Dissel (directeur Centrum Infectieziektenbestrijding van het RIVM) weten dat er maatregelen moeten worden genomen om de virus in het beginstadium nog "de kop in te drukken". Ook zou hij geen verrassing vinden als het virus in Nederland opdruikt en het juist raar vinden als dat niet gebeurt.
Minister Kuipers (VWS) schreef op 21 mei 2022 aan de Kamer dat onder de toen recente gevallen erg veel mannen die seks hebben met mannen zaten, maar dat het hier niet toe beperkt. Het RIVM stuurde minister Kuipers een advies om een meldplicht in te stellen voor het apenpokkenvirus door een zogenaamde A-status te geven aan het apenpokkenvirus. Hierbij moeten artsen verplicht (vermoede) besmettingen melden bij de GGD en het RIVM. Deze verplichting geldt sinds 21 mei 2022.

#### België
Na de eerste besmetting in België op 20 mei liet het Belgisch Instituut voor Tropische Geneeskunde weten de kans klein te achten dat het virus zich breed zou verspreiden onder de bevolking.

### Soa of geen soa
Doordat de ziekte voornamelijk door de groep mannen die seks hebben met andere mannen verspreid, hadden enige organisaties benadrukt dat de ziekte door hen niet als soa wordt gerekend. Volgens Soa Aids Nederland is "apenpokken geen soa in de traditionele zin van het woord omdat het virus (ook) tijdens seks wordt overgedragen niet alleen dóór seks". Ook benadrukt het dat iedereen het kan krijgen.

## Voetnoten
1. ↑  Dit waren de landen Benin, Kameroen, de Centraal-Afrikaanse Republiek, de Democratische Republiek Congo, Gabon, Ghana (alleen gevonden in dieren), Ivoorkust, Liberia, Nigeria, Republiek Congo, Sierra Leone, and Zuid-Soedan.[3]
2. ↑  Van mensen die minstens één symptoom gerapporteerd hebben
3. ↑  Koorts, vermoeidheid, spierpijn, braken, diarree, rillingen, keelpijn, hoofdpijn